# 溫懋猷
溫懋猷（？—？），字五峰，榮縣人，由廩貢，嘉慶五年任鄰水縣教諭。歷任大竹縣訓導。